# Политическа антропология
Политическата антропология е научна дисциплина, анализираща „архаичните общества“, в които държавата не е ясно конструирана и общества, в които държавата съществува и показва много силно отличаващи се една от друга конфигурации.

## Определение
Политическата антропология е средство за откриване и изследване на различни институции и практики, осигуряващи управлението на хората. Тя разглежда проблема за държавата, за нейния генезис и първоначалните и форми. Дефинира се преди всичко чрез осмислянето на политическата екзотика и сравнителния анализ, до който довежда. Основоположник на политическата антропология е Шарл Монтескьо.
Българският изследовател Калоян Смилков задава следните ориентири в своя труд "Властта и човекът": "[м]акар родена в дебрите на философско-етическите рубрики, политическата антропология кристализира в лоното на културната антропология, но се различава и от нея. Много от нейните предшественици са социолози, икономисти, лингвисти, философи, юристи или психолози. Поради това тя често се е проявявала разсеяна в други науки (социална антропология, социална история, политическа география, сравнително и обичайно право) в цялостна или ограничена форма. Общата тенденция на научни търсения от началото на XX век е интердисциплинарна. Тя съдържа принципа, че е невъзможно да се открие човешки феномен - на език, ритуали, митология, вкусови предпочитания и т. н., без да се изследва неговото политическо измерение."

## Основни цели
Основните цели, които си е поставила политическата антропология са: 1. Определяне на политическото, което да не го свързва нито само с т.нар. исторически общества, нито предимно с наличието на държавен апарат 2. Изясняване на процесите на формиране и на трансформация на политически системи 3. Сравнителен анализ, който да разглежда различните прояви на политическата реалност в цялата нейна историческа и географска широта.

## Методи
- 1. Генетичен подход – анализира процеса на създаване на елементарна държава, преминаването от обществата, изградени върху „родството“ към политически общества.
- 2. Функционалистки подход – идентифицира политическите институции в т.нар. примитивни общества въз основа на изпълняваните функции.
- 3. Типологичен подход – има за цел определянето на типовете политически системи, класифицирането на формите на организация на политическия живот.
- 4. Терминологичен подход – опитва се да даде строго определение на основните понятия: политическо действие, власт, управление, длъжност.
- 5. Структуралистки подход – заменя генетичното или функционалисткото изследване с изследване на политическото въз основа на структурални модели.
- 6. Динамистки подход – стреми се да улови динамиката на структурите, както и системата на конституиращите ги отношения.

## Периоди

### Класиците
- Аристотел, Русо, Монтескьо, Маркс и Енгелс.

### Първите антрополози
Те анализират политическите феномени преди всичко от гледна точка на техния генезис.

### Антрополозите
Изследват държавата, нейния произход и елементарните и форми.